# Shutonia variabilis
Shutonia variabilis é uma espécie de gastrópode do gênero Shutonia, pertencente a família Pseudomelatomidae.